# Emil Ludwig Löhr

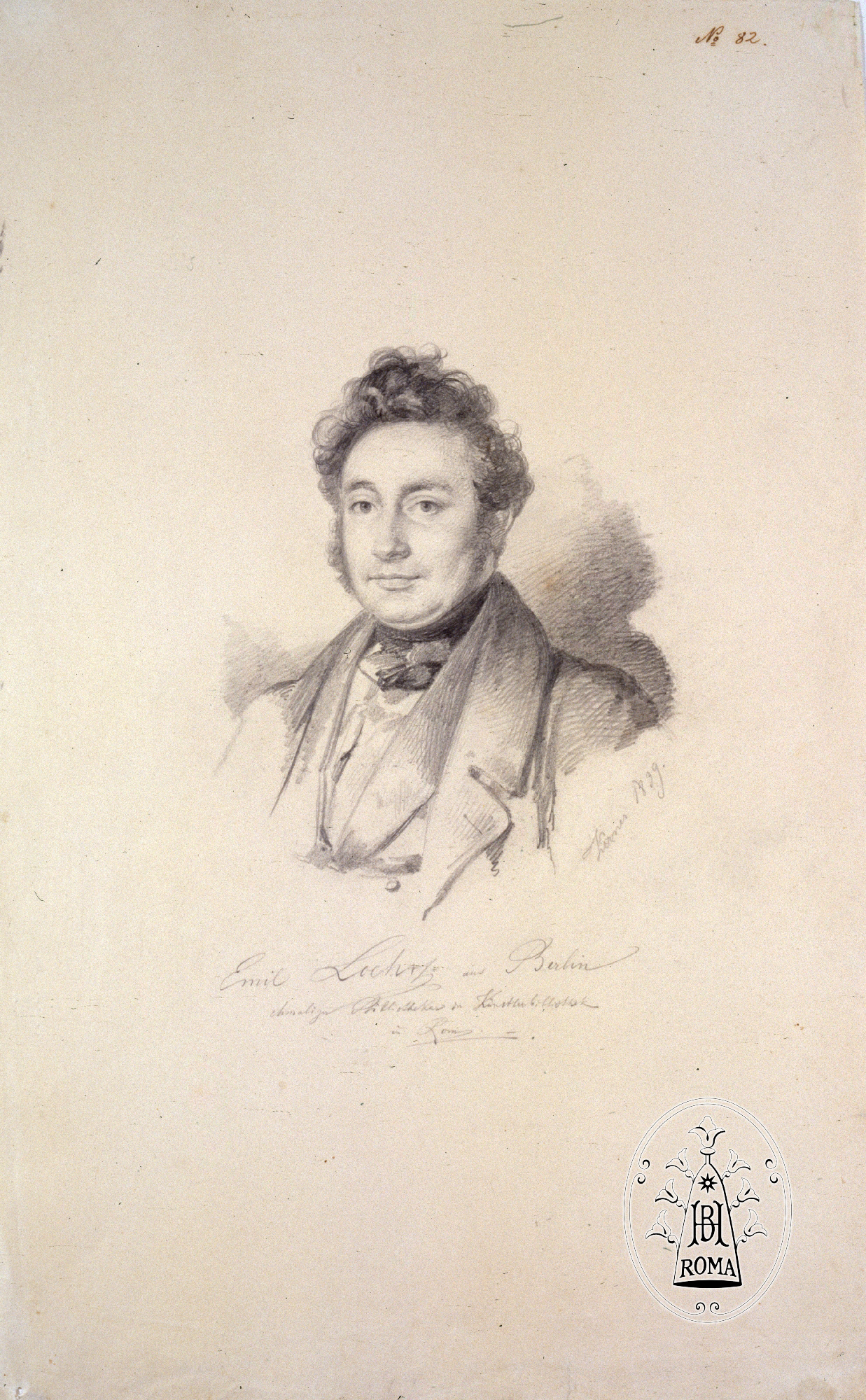
Emil Loehr, gezeichnet von Johann Baptist Kirner, Rom 1839

Emil Ludwig Löhr (* 1809 in Berlin; † 21. April 1876 in München) war ein deutscher Landschaftsmaler.

## Leben

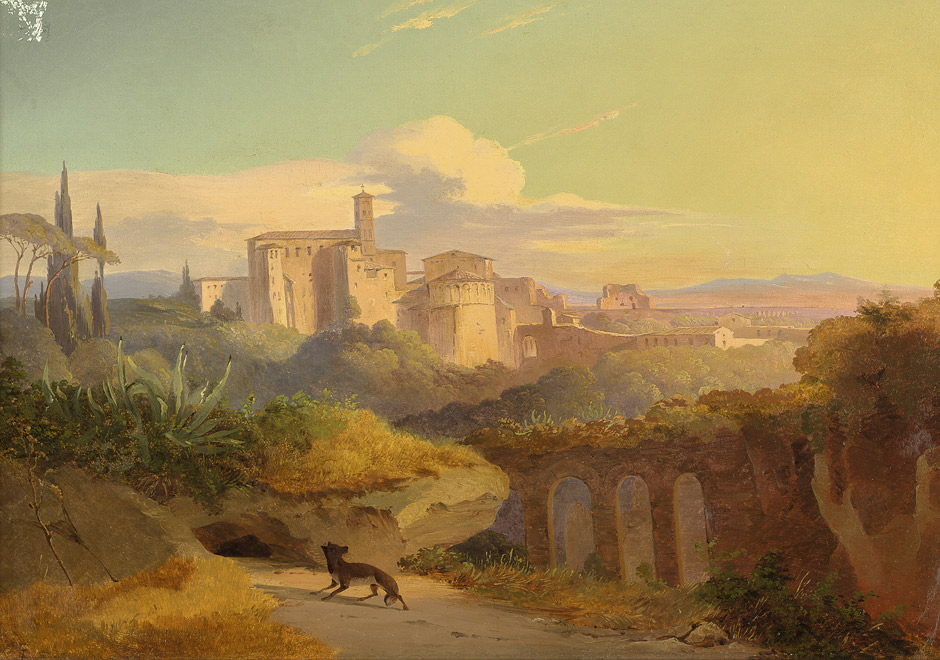
Emil Ludwig Löhr: Kloster nahe Rom, wohl 1830er Jahre

Emil Ludwig Löhr war ein Sohn des Bankiers August Löhr, der 1818 nach Wien umzog. Hier erhielt der Sohn unter Leopold Kupelwieser seine künstlerische Ausbildung. Löhr ging zu weiteren Studien nach Rom und wandte sich unter dem Einfluss von Joseph Anton Koch der Landschaftsmalerei zu. Wegen einer hartnäckigen Malaria-Erkrankung musste Löhr 1840 aus Italien nach Deutschland zurückkehren. 
Er zog mit seiner Familie nach München. Viele Jahre lang suchte er jeden Sommer Linderung seiner Erkrankung in Gastein, wo er viele Landschaftsbilder malte.
Im Juli 1849 besuchte Löhr Hamburg und erregte dort Aufmerksamkeit mit Photographien alter Radierungen und Kupferstiche.